# جواو لورنسو
جواو مانويل غونسالفيس لورنسو (بالبرتغالية: João Manuel Gonçalves Lourenço‏) (مواليد 5 مارس 1954)، هو سياسي أنغولي ورئيس أنغولا منذ 26 سبتمبر 2017، وقد فاز لولاية ثانية في أغسطس 2022 بعد فوز حزبه في الانتخابات العامة في أنغولا التي جرت في أغسطس 2022. كان في السابق وزيراً للدفاع من 2014 حتى 2017. منذ 2016، كان نائب رئيس الحركة الشعبية لتحرير أنغولا، الحزب الحاكم. كان أميناً عاماً للحزب من 1998 حتى 2003.
في ديسمبر 2016 أختير جواو لورنسو ليشغل المركز الأول للحزب في الانتخابات التشريعية أغسطس 2017. طبقاً لدستور 2010، "الفرد الذي يترأس قائمة وطنية لحزب سياسي أو تحالف أحزاب سياسية والذي يحصل على معظم الأصوات في الانتخابات العامة... سيتم انتخابه رئيساً للجمهورية ورئيساً للحكومة التنفيذية"(المادة 109). فازت الحركة الشعبية لتحرير أنغولا بأغلبية المقاعد الـ150، أصبح لورنسو تلقائياً رئيساً لأنغولا، خلفاً لجوزيه إدواردو دوس سانتوس، الذي ظل في السلطة 38 عام. تسلم لورنسو المنصب رسمياً في 26 سبتمبر 2017.

## روابط خارجية
- جوان لورنسو/جوان لورنتشو على موقع مونزينجر (الألمانية)